# Lista di asteroidi (91001-92000)
Di seguito una lista di asteroidi dal numero 91001 al 92000 con data di scoperta e scopritore.

## 91001-91100
| Nome                | Designazione provvisoria | Data di scoperta | Scopritore                           |
| ------------------- | ------------------------ | ---------------- | ------------------------------------ |
| 91001 Shanghaishida | 1998 BY8                 | 18 gennaio 1998  | Beijing Schmidt CCD Asteroid Program |
| 91002 -             | 1998 BZ11                | 23 gennaio 1998  | LINEAR                               |
| 91003 -             | 1998 BZ15                | 25 gennaio 1998  | NEAT                                 |
| 91004 -             | 1998 BH16                | 26 gennaio 1998  | NEAT                                 |
| 91005 -             | 1998 BZ18                | 24 gennaio 1998  | NEAT                                 |
| 91006 Fleming       | 1998 BT25                | 28 gennaio 1998  | Kleť                                 |
| 91007 Ianfleming    | 1998 BL30                | 30 gennaio 1998  | J. Tichá, M. Tichý                   |
| 91008 -             | 1998 BX36                | 23 gennaio 1998  | Spacewatch                           |
| 91009 -             | 1998 BQ47                | 26 gennaio 1998  | NEAT                                 |
| 91010 -             | 1998 CD1                 | 1 febbraio 1998  | BAO Schmidt CCD Asteroid Program     |
| 91011 -             | 1998 CH2                 | 8 febbraio 1998  | A. Galád, A. Pravda                  |
| 91012 -             | 1998 DY                  | 18 febbraio 1998 | Kleť                                 |
| 91013 -             | 1998 DG2                 | 20 febbraio 1998 | ODAS                                 |
| 91014 -             | 1998 DN12                | 23 febbraio 1998 | Spacewatch                           |
| 91015 -             | 1998 DJ13                | 25 febbraio 1998 | NEAT                                 |
| 91016 -             | 1998 DS15                | 22 febbraio 1998 | NEAT                                 |
| 91017 -             | 1998 DA16                | 25 febbraio 1998 | NEAT                                 |
| 91018 -             | 1998 DA20                | 20 febbraio 1998 | ODAS                                 |
| 91019 -             | 1998 DK20                | 26 febbraio 1998 | R. Roy                               |
| 91020 -             | 1998 DQ22                | 24 febbraio 1998 | Spacewatch                           |
| 91021 -             | 1998 DQ28                | 26 febbraio 1998 | Spacewatch                           |
| 91022 -             | 1998 DV31                | 19 febbraio 1998 | S. Ueda, H. Kaneda                   |
| 91023 Lutan         | 1998 DQ32                | 23 febbraio 1998 | BAO Schmidt CCD Asteroid Program     |
| 91024 Széchenyi     | 1998 DA33                | 28 febbraio 1998 | K. Sárneczky, L. Kiss                |
| 91025 -             | 1998 DJ34                | 27 febbraio 1998 | E. W. Elst                           |
| 91026 -             | 1998 DS34                | 27 febbraio 1998 | E. W. Elst                           |
| 91027 -             | 1998 DM35                | 26 febbraio 1998 | J. Broughton                         |
| 91028 -             | 1998 DU37                | 24 febbraio 1998 | Spacewatch                           |
| 91029 -             | 1998 EY                  | 2 marzo 1998     | ODAS                                 |
| 91030 -             | 1998 EV2                 | 2 marzo 1998     | ODAS                                 |
| 91031 -             | 1998 EX2                 | 2 marzo 1998     | ODAS                                 |
| 91032 -             | 1998 EA11                | 1 marzo 1998     | E. W. Elst                           |
| 91033 -             | 1998 ES19                | 3 marzo 1998     | E. W. Elst                           |
| 91034 -             | 1998 EH21                | 1 marzo 1998     | BAO Schmidt CCD Asteroid Program     |
| 91035 Hezehui       | 1998 EM21                | 5 marzo 1998     | BAO Schmidt CCD Asteroid Program     |
| 91036 -             | 1998 FC5                 | 22 marzo 1998    | LINEAR                               |
| 91037 -             | 1998 FF5                 | 24 marzo 1998    | LINEAR                               |
| 91038 -             | 1998 FW8                 | 22 marzo 1998    | Spacewatch                           |
| 91039 -             | 1998 FA10                | 24 marzo 1998    | ODAS                                 |
| 91040 -             | 1998 FD14                | 25 marzo 1998    | NEAT                                 |
| 91041 -             | 1998 FG14                | 20 marzo 1998    | LINEAR                               |
| 91042 -             | 1998 FF15                | 26 marzo 1998    | Kleť                                 |
| 91043 -             | 1998 FG15                | 20 marzo 1998    | LINEAR                               |
| 91044 -             | 1998 FX15                | 22 marzo 1998    | LINEAR                               |
| 91045 -             | 1998 FA27                | 20 marzo 1998    | LINEAR                               |
| 91046 -             | 1998 FT29                | 20 marzo 1998    | LINEAR                               |
| 91047 -             | 1998 FT30                | 20 marzo 1998    | LINEAR                               |
| 91048 -             | 1998 FO31                | 20 marzo 1998    | LINEAR                               |
| 91049 -             | 1998 FN32                | 20 marzo 1998    | LINEAR                               |
| 91050 -             | 1998 FU32                | 20 marzo 1998    | LINEAR                               |
| 91051 -             | 1998 FA34                | 20 marzo 1998    | LINEAR                               |
| 91052 -             | 1998 FW38                | 20 marzo 1998    | LINEAR                               |
| 91053 -             | 1998 FE42                | 20 marzo 1998    | LINEAR                               |
| 91054 -             | 1998 FB48                | 20 marzo 1998    | LINEAR                               |
| 91055 -             | 1998 FD49                | 20 marzo 1998    | LINEAR                               |
| 91056 -             | 1998 FG49                | 20 marzo 1998    | LINEAR                               |
| 91057 -             | 1998 FR50                | 20 marzo 1998    | LINEAR                               |
| 91058 -             | 1998 FU50                | 20 marzo 1998    | LINEAR                               |
| 91059 -             | 1998 FE51                | 20 marzo 1998    | LINEAR                               |
| 91060 -             | 1998 FS51                | 20 marzo 1998    | LINEAR                               |
| 91061 -             | 1998 FN61                | 20 marzo 1998    | LINEAR                               |
| 91062 -             | 1998 FH62                | 20 marzo 1998    | LINEAR                               |
| 91063 -             | 1998 FX62                | 20 marzo 1998    | LINEAR                               |
| 91064 -             | 1998 FL63                | 20 marzo 1998    | LINEAR                               |
| 91065 -             | 1998 FM66                | 20 marzo 1998    | LINEAR                               |
| 91066 -             | 1998 FP66                | 20 marzo 1998    | LINEAR                               |
| 91067 -             | 1998 FC67                | 20 marzo 1998    | LINEAR                               |
| 91068 -             | 1998 FP68                | 20 marzo 1998    | LINEAR                               |
| 91069 -             | 1998 FK70                | 20 marzo 1998    | LINEAR                               |
| 91070 -             | 1998 FO71                | 20 marzo 1998    | LINEAR                               |
| 91071 -             | 1998 FY76                | 24 marzo 1998    | LINEAR                               |
| 91072 -             | 1998 FC77                | 24 marzo 1998    | LINEAR                               |
| 91073 -             | 1998 FN78                | 24 marzo 1998    | LINEAR                               |
| 91074 -             | 1998 FT90                | 24 marzo 1998    | LINEAR                               |
| 91075 -             | 1998 FT96                | 31 marzo 1998    | LINEAR                               |
| 91076 -             | 1998 FU105               | 31 marzo 1998    | LINEAR                               |
| 91077 -             | 1998 FN106               | 31 marzo 1998    | LINEAR                               |
| 91078 -             | 1998 FX106               | 31 marzo 1998    | LINEAR                               |
| 91079 -             | 1998 FB107               | 31 marzo 1998    | LINEAR                               |
| 91080 -             | 1998 FX107               | 31 marzo 1998    | LINEAR                               |
| 91081 -             | 1998 FR109               | 31 marzo 1998    | LINEAR                               |
| 91082 -             | 1998 FA110               | 31 marzo 1998    | LINEAR                               |
| 91083 -             | 1998 FR110               | 31 marzo 1998    | LINEAR                               |
| 91084 -             | 1998 FT118               | 31 marzo 1998    | LINEAR                               |
| 91085 -             | 1998 FK119               | 31 marzo 1998    | LINEAR                               |
| 91086 -             | 1998 FF120               | 20 marzo 1998    | LINEAR                               |
| 91087 -             | 1998 FO120               | 20 marzo 1998    | LINEAR                               |
| 91088 -             | 1998 FQ120               | 20 marzo 1998    | LINEAR                               |
| 91089 -             | 1998 FW126               | 24 marzo 1998    | BAO Schmidt CCD Asteroid Program     |
| 91090 -             | 1998 FG127               | 29 marzo 1998    | LINEAR                               |
| 91091 -             | 1998 FD129               | 22 marzo 1998    | LINEAR                               |
| 91092 -             | 1998 FA135               | 20 marzo 1998    | LINEAR                               |
| 91093 -             | 1998 GS                  | 3 aprile 1998    | Spacewatch                           |
| 91094 -             | 1998 GF7                 | 2 aprile 1998    | LINEAR                               |
| 91095 -             | 1998 GZ8                 | 2 aprile 1998    | LINEAR                               |
| 91096 -             | 1998 GK11                | 15 aprile 1998   | LINEAR                               |
| 91097 -             | 1998 GK12                | 2 aprile 1998    | E. W. Elst                           |
| 91098 -             | 1998 HB3                 | 21 aprile 1998   | LINEAR                               |
| 91099 -             | 1998 HK7                 | 23 aprile 1998   | LINEAR                               |
| 91100 -             | 1998 HK14                | 25 aprile 1998   | NEAT                                 |

## 91101-91200
| Nome           | Designazione provvisoria | Data di scoperta  | Scopritore                       |
| -------------- | ------------------------ | ----------------- | -------------------------------- |
| 91101 -        | 1998 HK15                | 20 aprile 1998    | Spacewatch                       |
| 91102 -        | 1998 HL19                | 18 aprile 1998    | LINEAR                           |
| 91103 -        | 1998 HG21                | 20 aprile 1998    | LINEAR                           |
| 91104 -        | 1998 HH25                | 18 aprile 1998    | Spacewatch                       |
| 91105 -        | 1998 HP25                | 18 aprile 1998    | Spacewatch                       |
| 91106 -        | 1998 HF29                | 20 aprile 1998    | LINEAR                           |
| 91107 -        | 1998 HY34                | 20 aprile 1998    | LINEAR                           |
| 91108 -        | 1998 HX37                | 20 aprile 1998    | LINEAR                           |
| 91109 -        | 1998 HG38                | 20 aprile 1998    | LINEAR                           |
| 91110 -        | 1998 HF45                | 20 aprile 1998    | LINEAR                           |
| 91111 -        | 1998 HU47                | 20 aprile 1998    | LINEAR                           |
| 91112 -        | 1998 HJ52                | 25 aprile 1998    | F. B. Zoltowski                  |
| 91113 -        | 1998 HA53                | 21 aprile 1998    | LINEAR                           |
| 91114 -        | 1998 HF60                | 21 aprile 1998    | LINEAR                           |
| 91115 -        | 1998 HB73                | 21 aprile 1998    | LINEAR                           |
| 91116 -        | 1998 HD75                | 21 aprile 1998    | LINEAR                           |
| 91117 -        | 1998 HT79                | 21 aprile 1998    | LINEAR                           |
| 91118 -        | 1998 HU88                | 21 aprile 1998    | LINEAR                           |
| 91119 -        | 1998 HV88                | 21 aprile 1998    | LINEAR                           |
| 91120 -        | 1998 HR99                | 21 aprile 1998    | LINEAR                           |
| 91121 -        | 1998 HS105               | 23 aprile 1998    | LINEAR                           |
| 91122 -        | 1998 HE112               | 23 aprile 1998    | LINEAR                           |
| 91123 -        | 1998 HP114               | 23 aprile 1998    | LINEAR                           |
| 91124 -        | 1998 HA118               | 23 aprile 1998    | LINEAR                           |
| 91125 -        | 1998 HT118               | 23 aprile 1998    | LINEAR                           |
| 91126 -        | 1998 HZ120               | 23 aprile 1998    | LINEAR                           |
| 91127 -        | 1998 HY122               | 23 aprile 1998    | LINEAR                           |
| 91128 -        | 1998 HV133               | 19 aprile 1998    | LINEAR                           |
| 91129 -        | 1998 HT135               | 19 aprile 1998    | LINEAR                           |
| 91130 -        | 1998 HQ142               | 21 aprile 1998    | LINEAR                           |
| 91131 -        | 1998 HX144               | 21 aprile 1998    | LINEAR                           |
| 91132 -        | 1998 HL150               | 20 aprile 1998    | LINEAR                           |
| 91133 -        | 1998 HK151               | 28 aprile 1998    | Mauna Kea                        |
| 91134 -        | 1998 HC154               | 29 aprile 1998    | Spacewatch                       |
| 91135 -        | 1998 HC155               | 19 aprile 1998    | LINEAR                           |
| 91136 -        | 1998 KK6                 | 22 maggio 1998    | LINEAR                           |
| 91137 -        | 1998 KD29                | 22 maggio 1998    | LINEAR                           |
| 91138 -        | 1998 KO30                | 22 maggio 1998    | LINEAR                           |
| 91139 -        | 1998 KL47                | 22 maggio 1998    | LINEAR                           |
| 91140 -        | 1998 LW1                 | 1 giugno 1998     | E. W. Elst                       |
| 91141 -        | 1998 LF3                 | 3 giugno 1998     | LINEAR                           |
| 91142 -        | 1998 MP2                 | 20 giugno 1998    | ODAS                             |
| 91143 -        | 1998 MC6                 | 19 giugno 1998    | Spacewatch                       |
| 91144 -        | 1998 MK34                | 24 giugno 1998    | LINEAR                           |
| 91145 -        | 1998 OX                  | 20 luglio 1998    | ODAS                             |
| 91146 -        | 1998 OA1                 | 20 luglio 1998    | M. Tombelli, L. Tesi             |
| 91147 -        | 1998 OM2                 | 16 luglio 1998    | Spacewatch                       |
| 91148 -        | 1998 OY2                 | 20 luglio 1998    | ODAS                             |
| 91149 -        | 1998 PS                  | 15 agosto 1998    | P. G. Comba                      |
| 91150 -        | 1998 QA30                | 26 agosto 1998    | BAO Schmidt CCD Asteroid Program |
| 91151 -        | 1998 QJ39                | 17 agosto 1998    | LINEAR                           |
| 91152 -        | 1998 QW41                | 17 agosto 1998    | LINEAR                           |
| 91153 -        | 1998 QP44                | 17 agosto 1998    | LINEAR                           |
| 91154 -        | 1998 QM50                | 17 agosto 1998    | LINEAR                           |
| 91155 -        | 1998 QW50                | 17 agosto 1998    | LINEAR                           |
| 91156 -        | 1998 QS60                | 31 agosto 1998    | A. Galád, J. Tóth                |
| 91157 -        | 1998 QG62                | 26 agosto 1998    | BAO Schmidt CCD Asteroid Program |
| 91158 -        | 1998 QG70                | 24 agosto 1998    | LINEAR                           |
| 91159 -        | 1998 QA73                | 24 agosto 1998    | LINEAR                           |
| 91160 -        | 1998 QJ74                | 24 agosto 1998    | LINEAR                           |
| 91161 -        | 1998 QN74                | 24 agosto 1998    | LINEAR                           |
| 91162 -        | 1998 QX75                | 24 agosto 1998    | LINEAR                           |
| 91163 -        | 1998 QZ82                | 24 agosto 1998    | LINEAR                           |
| 91164 -        | 1998 QE84                | 24 agosto 1998    | LINEAR                           |
| 91165 -        | 1998 QF84                | 24 agosto 1998    | LINEAR                           |
| 91166 -        | 1998 QT84                | 24 agosto 1998    | LINEAR                           |
| 91167 -        | 1998 QM85                | 24 agosto 1998    | LINEAR                           |
| 91168 -        | 1998 QA86                | 24 agosto 1998    | LINEAR                           |
| 91169 -        | 1998 QT108               | 17 agosto 1998    | LINEAR                           |
| 91170 -        | 1998 QS109               | 21 agosto 1998    | NEAT                             |
| 91171 -        | 1998 QG110               | 23 agosto 1998    | LINEAR                           |
| 91172 -        | 1998 RG5                 | 15 settembre 1998 | ODAS                             |
| 91173 -        | 1998 RN7                 | 12 settembre 1998 | Spacewatch                       |
| 91174 -        | 1998 RC18                | 14 settembre 1998 | LINEAR                           |
| 91175 -        | 1998 RX18                | 14 settembre 1998 | LINEAR                           |
| 91176 -        | 1998 RE19                | 14 settembre 1998 | LINEAR                           |
| 91177 -        | 1998 RJ22                | 14 settembre 1998 | LINEAR                           |
| 91178 -        | 1998 RV23                | 14 settembre 1998 | LINEAR                           |
| 91179 -        | 1998 RR26                | 14 settembre 1998 | LINEAR                           |
| 91180 -        | 1998 RS34                | 14 settembre 1998 | LINEAR                           |
| 91181 -        | 1998 RV38                | 14 settembre 1998 | LINEAR                           |
| 91182 -        | 1998 RO49                | 14 settembre 1998 | LINEAR                           |
| 91183 -        | 1998 RZ49                | 14 settembre 1998 | LINEAR                           |
| 91184 -        | 1998 RA51                | 14 settembre 1998 | LINEAR                           |
| 91185 -        | 1998 RM57                | 14 settembre 1998 | LINEAR                           |
| 91186 -        | 1998 RO66                | 14 settembre 1998 | LINEAR                           |
| 91187 -        | 1998 RW66                | 14 settembre 1998 | LINEAR                           |
| 91188 -        | 1998 RP77                | 14 settembre 1998 | LINEAR                           |
| 91189 -        | 1998 SM1                 | 16 settembre 1998 | ODAS                             |
| 91190 -        | 1998 SV49                | 29 settembre 1998 | LINEAR                           |
| 91191 -        | 1998 SE55                | 16 settembre 1998 | LONEOS                           |
| 91192 -        | 1998 SA58                | 17 settembre 1998 | LONEOS                           |
| 91193 -        | 1998 ST76                | 19 settembre 1998 | LINEAR                           |
| 91194 -        | 1998 SB85                | 26 settembre 1998 | LINEAR                           |
| 91195 -        | 1998 SC90                | 26 settembre 1998 | LINEAR                           |
| 91196 -        | 1998 SV107               | 26 settembre 1998 | LINEAR                           |
| 91197 -        | 1998 SD115               | 26 settembre 1998 | LINEAR                           |
| 91198 -        | 1998 SS137               | 26 settembre 1998 | LINEAR                           |
| 91199 Johngray | 1998 SS147               | 20 settembre 1998 | E. W. Elst                       |
| 91200 -        | 1998 SM153               | 26 settembre 1998 | LINEAR                           |

## 91201-91300
| Nome                  | Designazione provvisoria | Data di scoperta  | Scopritore                       |
| --------------------- | ------------------------ | ----------------- | -------------------------------- |
| 91201 -               | 1998 SC162               | 26 settembre 1998 | LINEAR                           |
| 91202 -               | 1998 SY170               | 25 settembre 1998 | LONEOS                           |
| 91203 -               | 1998 UE18                | 19 ottobre 1998   | BAO Schmidt CCD Asteroid Program |
| 91204 -               | 1998 UW32                | 28 ottobre 1998   | LINEAR                           |
| 91205 -               | 1998 US43                | 22 ottobre 1998   | M. W. Buie                       |
| 91206 -               | 1998 WY7                 | 24 novembre 1998  | K. Korlević                      |
| 91207 -               | 1998 XW27                | 14 dicembre 1998  | LINEAR                           |
| 91208 -               | 1998 XO58                | 15 dicembre 1998  | LINEAR                           |
| 91209 -               | 1998 XH72                | 14 dicembre 1998  | LINEAR                           |
| 91210 -               | 1998 XS96                | 11 dicembre 1998  | O. A. Naranjo                    |
| 91211 -               | 1998 YJ2                 | 17 dicembre 1998  | ODAS                             |
| 91212 Virgiliogonano  | 1998 YQ7                 | 24 dicembre 1998  | CSS                              |
| 91213 Botchan         | 1998 YZ7                 | 22 dicembre 1998  | A. Nakamura                      |
| 91214 Diclemente      | 1998 YB10                | 23 dicembre 1998  | A. Boattini, L. Tesi             |
| 91215 -               | 1999 AN                  | 5 gennaio 1999    | L. Šarounová, L. Vašta           |
| 91216 -               | 1999 AU3                 | 10 gennaio 1999   | T. Kobayashi                     |
| 91217 -               | 1999 AM4                 | 11 gennaio 1999   | T. Kobayashi                     |
| 91218 -               | 1999 AM5                 | 10 gennaio 1999   | Y. Shimizu, T. Urata             |
| 91219 -               | 1999 AN7                 | 11 gennaio 1999   | K. Korlević                      |
| 91220 -               | 1999 AA8                 | 13 gennaio 1999   | T. Kobayashi                     |
| 91221 -               | 1999 AM15                | 9 gennaio 1999    | Spacewatch                       |
| 91222 -               | 1999 AH16                | 9 gennaio 1999    | Spacewatch                       |
| 91223 -               | 1999 AK20                | 13 gennaio 1999   | Spacewatch                       |
| 91224 -               | 1999 BH                  | 16 gennaio 1999   | T. Kobayashi                     |
| 91225 -               | 1999 BL3                 | 20 gennaio 1999   | Kleť                             |
| 91226 -               | 1999 BK7                 | 22 gennaio 1999   | Kleť                             |
| 91227 -               | 1999 BG9                 | 22 gennaio 1999   | K. Korlević                      |
| 91228 -               | 1999 BG13                | 24 gennaio 1999   | K. Korlević                      |
| 91229 -               | 1999 BN15                | 26 gennaio 1999   | K. Korlević                      |
| 91230 -               | 1999 BK16                | 16 gennaio 1999   | LINEAR                           |
| 91231 -               | 1999 BP24                | 18 gennaio 1999   | LINEAR                           |
| 91232 -               | 1999 BE25                | 18 gennaio 1999   | LINEAR                           |
| 91233 -               | 1999 CL1                 | 6 febbraio 1999   | Y. Ikari                         |
| 91234 -               | 1999 CN1                 | 7 febbraio 1999   | T. Kobayashi                     |
| 91235 -               | 1999 CQ1                 | 7 febbraio 1999   | T. Kobayashi                     |
| 91236 -               | 1999 CP4                 | 6 febbraio 1999   | K. Korlević                      |
| 91237 -               | 1999 CY7                 | 10 febbraio 1999  | LINEAR                           |
| 91238 -               | 1999 CB9                 | 13 febbraio 1999  | LINEAR                           |
| 91239 -               | 1999 CA10                | 15 febbraio 1999  | Baton Rouge, M. Collier          |
| 91240 -               | 1999 CM27                | 10 febbraio 1999  | LINEAR                           |
| 91241 -               | 1999 CY28                | 10 febbraio 1999  | LINEAR                           |
| 91242 -               | 1999 CX32                | 10 febbraio 1999  | LINEAR                           |
| 91243 -               | 1999 CO33                | 10 febbraio 1999  | LINEAR                           |
| 91244 -               | 1999 CP33                | 10 febbraio 1999  | LINEAR                           |
| 91245 -               | 1999 CN34                | 10 febbraio 1999  | LINEAR                           |
| 91246 -               | 1999 CE35                | 10 febbraio 1999  | LINEAR                           |
| 91247 -               | 1999 CM40                | 10 febbraio 1999  | LINEAR                           |
| 91248 -               | 1999 CC44                | 10 febbraio 1999  | LINEAR                           |
| 91249 -               | 1999 CQ44                | 10 febbraio 1999  | LINEAR                           |
| 91250 -               | 1999 CZ46                | 10 febbraio 1999  | LINEAR                           |
| 91251 -               | 1999 CN49                | 10 febbraio 1999  | LINEAR                           |
| 91252 -               | 1999 CS49                | 10 febbraio 1999  | LINEAR                           |
| 91253 -               | 1999 CM65                | 12 febbraio 1999  | LINEAR                           |
| 91254 -               | 1999 CB79                | 12 febbraio 1999  | LINEAR                           |
| 91255 -               | 1999 CJ79                | 12 febbraio 1999  | LINEAR                           |
| 91256 -               | 1999 CX80                | 12 febbraio 1999  | LINEAR                           |
| 91257 -               | 1999 CG82                | 13 febbraio 1999  | E. Mazzoni                       |
| 91258 -               | 1999 CE84                | 10 febbraio 1999  | LINEAR                           |
| 91259 -               | 1999 CB85                | 10 febbraio 1999  | LINEAR                           |
| 91260 -               | 1999 CK87                | 10 febbraio 1999  | LINEAR                           |
| 91261 -               | 1999 CY94                | 10 febbraio 1999  | LINEAR                           |
| 91262 -               | 1999 CM99                | 10 febbraio 1999  | LINEAR                           |
| 91263 -               | 1999 CD104               | 12 febbraio 1999  | LINEAR                           |
| 91264 -               | 1999 CO104               | 12 febbraio 1999  | LINEAR                           |
| 91265 -               | 1999 CY108               | 12 febbraio 1999  | LINEAR                           |
| 91266 -               | 1999 CV112               | 12 febbraio 1999  | LINEAR                           |
| 91267 -               | 1999 CY113               | 12 febbraio 1999  | LINEAR                           |
| 91268 -               | 1999 CT135               | 8 febbraio 1999   | Spacewatch                       |
| 91269 -               | 1999 CW136               | 9 febbraio 1999   | Spacewatch                       |
| 91270 -               | 1999 CA138               | 9 febbraio 1999   | Spacewatch                       |
| 91271 -               | 1999 CB147               | 9 febbraio 1999   | Spacewatch                       |
| 91272 -               | 1999 CR151               | 10 febbraio 1999  | Spacewatch                       |
| 91273 -               | 1999 DN                  | 16 febbraio 1999  | ODAS                             |
| 91274 -               | 1999 DM3                 | 18 febbraio 1999  | K. Korlević, M. Jurić            |
| 91275 Billsmith       | 1999 EW5                 | 13 marzo 1999     | R. A. Tucker                     |
| 91276 -               | 1999 EH6                 | 14 marzo 1999     | Spacewatch                       |
| 91277 -               | 1999 EW6                 | 14 marzo 1999     | Spacewatch                       |
| 91278 -               | 1999 EC7                 | 14 marzo 1999     | Spacewatch                       |
| 91279 -               | 1999 EN8                 | 14 marzo 1999     | Spacewatch                       |
| 91280 -               | 1999 EO11                | 15 marzo 1999     | Spacewatch                       |
| 91281 -               | 1999 EQ11                | 12 marzo 1999     | LINEAR                           |
| 91282 -               | 1999 FL1                 | 16 marzo 1999     | Spacewatch                       |
| 91283 -               | 1999 FE2                 | 16 marzo 1999     | Spacewatch                       |
| 91284 -               | 1999 FE7                 | 19 marzo 1999     | C. W. Juels                      |
| 91285 -               | 1999 FP9                 | 22 marzo 1999     | LONEOS                           |
| 91286 -               | 1999 FB17                | 23 marzo 1999     | Spacewatch                       |
| 91287 Simon-Garfunkel | 1999 FP21                | 21 marzo 1999     | C. Jacques                       |
| 91288 -               | 1999 FZ21                | 19 marzo 1999     | LINEAR                           |
| 91289 -               | 1999 FN22                | 19 marzo 1999     | LINEAR                           |
| 91290 -               | 1999 FR25                | 19 marzo 1999     | LINEAR                           |
| 91291 -               | 1999 FD27                | 19 marzo 1999     | LINEAR                           |
| 91292 -               | 1999 FF27                | 19 marzo 1999     | LINEAR                           |
| 91293 -               | 1999 FD28                | 19 marzo 1999     | LINEAR                           |
| 91294 -               | 1999 FD29                | 19 marzo 1999     | LINEAR                           |
| 91295 -               | 1999 FK29                | 19 marzo 1999     | LINEAR                           |
| 91296 -               | 1999 FW29                | 19 marzo 1999     | LINEAR                           |
| 91297 -               | 1999 FD31                | 19 marzo 1999     | LINEAR                           |
| 91298 -               | 1999 FQ31                | 19 marzo 1999     | LINEAR                           |
| 91299 -               | 1999 FL32                | 19 marzo 1999     | LINEAR                           |
| 91300 -               | 1999 FZ34                | 19 marzo 1999     | LINEAR                           |

## 91301-91400
| Nome                 | Designazione provvisoria | Data di scoperta | Scopritore                       |
| -------------------- | ------------------------ | ---------------- | -------------------------------- |
| 91301 -              | 1999 FM36                | 20 marzo 1999    | LINEAR                           |
| 91302 -              | 1999 FU36                | 20 marzo 1999    | LINEAR                           |
| 91303 -              | 1999 FG41                | 20 marzo 1999    | LINEAR                           |
| 91304 -              | 1999 FU44                | 20 marzo 1999    | LINEAR                           |
| 91305 -              | 1999 FK46                | 20 marzo 1999    | LINEAR                           |
| 91306 -              | 1999 FE47                | 20 marzo 1999    | LINEAR                           |
| 91307 -              | 1999 FU48                | 20 marzo 1999    | LINEAR                           |
| 91308 -              | 1999 FY52                | 20 marzo 1999    | LINEAR                           |
| 91309 -              | 1999 FB55                | 20 marzo 1999    | LINEAR                           |
| 91310 -              | 1999 GH5                 | 6 aprile 1999    | BAO Schmidt CCD Asteroid Program |
| 91311 -              | 1999 GB7                 | 15 aprile 1999   | LINEAR                           |
| 91312 -              | 1999 GE7                 | 13 aprile 1999   | K. Korlević, M. Jurić            |
| 91313 -              | 1999 GR7                 | 7 aprile 1999    | LONEOS                           |
| 91314 -              | 1999 GB8                 | 9 aprile 1999    | LONEOS                           |
| 91315 -              | 1999 GM8                 | 9 aprile 1999    | LONEOS                           |
| 91316 -              | 1999 GW13                | 14 aprile 1999   | Spacewatch                       |
| 91317 -              | 1999 GV17                | 15 aprile 1999   | LINEAR                           |
| 91318 -              | 1999 GO18                | 15 aprile 1999   | LINEAR                           |
| 91319 -              | 1999 GR24                | 6 aprile 1999    | LINEAR                           |
| 91320 -              | 1999 GS24                | 6 aprile 1999    | LINEAR                           |
| 91321 -              | 1999 GX25                | 7 aprile 1999    | LINEAR                           |
| 91322 -              | 1999 GK31                | 7 aprile 1999    | LINEAR                           |
| 91323 -              | 1999 GG35                | 6 aprile 1999    | LINEAR                           |
| 91324 -              | 1999 GN42                | 12 aprile 1999   | LINEAR                           |
| 91325 -              | 1999 GD47                | 6 aprile 1999    | LONEOS                           |
| 91326 -              | 1999 GV51                | 11 aprile 1999   | LONEOS                           |
| 91327 -              | 1999 GK53                | 11 aprile 1999   | LONEOS                           |
| 91328 -              | 1999 GY62                | 12 aprile 1999   | Spacewatch                       |
| 91329 -              | 1999 GK63                | 9 aprile 1999    | LONEOS                           |
| 91330 -              | 1999 HM2                 | 20 aprile 1999   | Kleť                             |
| 91331 -              | 1999 HX4                 | 17 aprile 1999   | Spacewatch                       |
| 91332 -              | 1999 HZ9                 | 17 aprile 1999   | LINEAR                           |
| 91333 Robertogorelli | 1999 JP2                 | 8 maggio 1999    | CSS                              |
| 91334 -              | 1999 JK8                 | 12 maggio 1999   | LINEAR                           |
| 91335 Alexandrov     | 1999 JT9                 | 8 maggio 1999    | CSS                              |
| 91336 -              | 1999 JW13                | 10 maggio 1999   | LINEAR                           |
| 91337 -              | 1999 JG14                | 13 maggio 1999   | LINEAR                           |
| 91338 -              | 1999 JR14                | 10 maggio 1999   | LINEAR                           |
| 91339 -              | 1999 JR15                | 10 maggio 1999   | LINEAR                           |
| 91340 -              | 1999 JZ20                | 10 maggio 1999   | LINEAR                           |
| 91341 -              | 1999 JC25                | 10 maggio 1999   | LINEAR                           |
| 91342 -              | 1999 JU29                | 10 maggio 1999   | LINEAR                           |
| 91343 -              | 1999 JP30                | 10 maggio 1999   | LINEAR                           |
| 91344 -              | 1999 JQ30                | 10 maggio 1999   | LINEAR                           |
| 91345 -              | 1999 JK36                | 10 maggio 1999   | LINEAR                           |
| 91346 -              | 1999 JR37                | 10 maggio 1999   | LINEAR                           |
| 91347 -              | 1999 JL39                | 10 maggio 1999   | LINEAR                           |
| 91348 -              | 1999 JF45                | 10 maggio 1999   | LINEAR                           |
| 91349 -              | 1999 JR51                | 10 maggio 1999   | LINEAR                           |
| 91350 -              | 1999 JR53                | 10 maggio 1999   | LINEAR                           |
| 91351 -              | 1999 JK54                | 10 maggio 1999   | LINEAR                           |
| 91352 -              | 1999 JH55                | 10 maggio 1999   | LINEAR                           |
| 91353 -              | 1999 JX55                | 10 maggio 1999   | LINEAR                           |
| 91354 -              | 1999 JY55                | 10 maggio 1999   | LINEAR                           |
| 91355 -              | 1999 JA57                | 10 maggio 1999   | LINEAR                           |
| 91356 -              | 1999 JC58                | 10 maggio 1999   | LINEAR                           |
| 91357 -              | 1999 JA65                | 10 maggio 1999   | LINEAR                           |
| 91358 -              | 1999 JL65                | 12 maggio 1999   | LINEAR                           |
| 91359 -              | 1999 JE66                | 12 maggio 1999   | LINEAR                           |
| 91360 -              | 1999 JZ66                | 12 maggio 1999   | LINEAR                           |
| 91361 -              | 1999 JW68                | 12 maggio 1999   | LINEAR                           |
| 91362 -              | 1999 JN71                | 12 maggio 1999   | LINEAR                           |
| 91363 -              | 1999 JM72                | 12 maggio 1999   | LINEAR                           |
| 91364 -              | 1999 JY78                | 13 maggio 1999   | LINEAR                           |
| 91365 -              | 1999 JL84                | 12 maggio 1999   | LINEAR                           |
| 91366 -              | 1999 JT84                | 12 maggio 1999   | LINEAR                           |
| 91367 -              | 1999 JE86                | 12 maggio 1999   | LINEAR                           |
| 91368 -              | 1999 JB89                | 12 maggio 1999   | LINEAR                           |
| 91369 -              | 1999 JW90                | 12 maggio 1999   | LINEAR                           |
| 91370 -              | 1999 JQ94                | 12 maggio 1999   | LINEAR                           |
| 91371 -              | 1999 JY94                | 12 maggio 1999   | LINEAR                           |
| 91372 -              | 1999 JO96                | 12 maggio 1999   | LINEAR                           |
| 91373 -              | 1999 JQ98                | 12 maggio 1999   | LINEAR                           |
| 91374 -              | 1999 JZ98                | 12 maggio 1999   | LINEAR                           |
| 91375 -              | 1999 JD99                | 12 maggio 1999   | LINEAR                           |
| 91376 -              | 1999 JU100               | 12 maggio 1999   | LINEAR                           |
| 91377 -              | 1999 JR103               | 13 maggio 1999   | LINEAR                           |
| 91378 -              | 1999 JE104               | 14 maggio 1999   | LINEAR                           |
| 91379 -              | 1999 JN105               | 13 maggio 1999   | LINEAR                           |
| 91380 -              | 1999 JW105               | 13 maggio 1999   | LINEAR                           |
| 91381 -              | 1999 JR109               | 13 maggio 1999   | LINEAR                           |
| 91382 -              | 1999 JZ115               | 13 maggio 1999   | LINEAR                           |
| 91383 -              | 1999 JR116               | 13 maggio 1999   | LINEAR                           |
| 91384 -              | 1999 JT119               | 13 maggio 1999   | LINEAR                           |
| 91385 -              | 1999 JW125               | 13 maggio 1999   | LINEAR                           |
| 91386 -              | 1999 JL127               | 13 maggio 1999   | LINEAR                           |
| 91387 -              | 1999 JP129               | 12 maggio 1999   | LINEAR                           |
| 91388 -              | 1999 JM132               | 13 maggio 1999   | LINEAR                           |
| 91389 Davidsaewert   | 1999 JN137               | 9 maggio 1999    | CSS                              |
| 91390 -              | 1999 KL                  | 16 maggio 1999   | Spacewatch                       |
| 91391 -              | 1999 KQ5                 | 16 maggio 1999   | W. Bickel                        |
| 91392 -              | 1999 KL7                 | 18 maggio 1999   | LINEAR                           |
| 91393 -              | 1999 KV7                 | 18 maggio 1999   | LINEAR                           |
| 91394 -              | 1999 LM                  | 6 giugno 1999    | P. G. Comba                      |
| 91395 Sakanouenokumo | 1999 LM1                 | 5 giugno 1999    | A. Nakamura                      |
| 91396 -              | 1999 LF5                 | 10 giugno 1999   | LINEAR                           |
| 91397 -              | 1999 LL8                 | 8 giugno 1999    | LINEAR                           |
| 91398 -              | 1999 LV33                | 11 giugno 1999   | CSS                              |
| 91399 -              | 1999 LO35                | 8 giugno 1999    | CSS                              |
| 91400 -              | 1999 MW                  | 23 giugno 1999   | Farra d'Isonzo                   |

## 91401-91500
| Nome                | Designazione provvisoria | Data di scoperta  | Scopritore             |
| ------------------- | ------------------------ | ----------------- | ---------------------- |
| 91401 -             | 1999 MY                  | 22 giugno 1999    | F. B. Zoltowski        |
| 91402 -             | 1999 NW                  | 9 luglio 1999     | F. B. Zoltowski        |
| 91403 -             | 1999 NY5                 | 13 luglio 1999    | LINEAR                 |
| 91404 -             | 1999 NT6                 | 13 luglio 1999    | LINEAR                 |
| 91405 -             | 1999 NB10                | 13 luglio 1999    | LINEAR                 |
| 91406 -             | 1999 NA11                | 13 luglio 1999    | LINEAR                 |
| 91407 -             | 1999 NM11                | 13 luglio 1999    | LINEAR                 |
| 91408 -             | 1999 NP11                | 13 luglio 1999    | LINEAR                 |
| 91409 -             | 1999 NP15                | 14 luglio 1999    | LINEAR                 |
| 91410 -             | 1999 NZ30                | 14 luglio 1999    | LINEAR                 |
| 91411 -             | 1999 NJ41                | 14 luglio 1999    | LINEAR                 |
| 91412 -             | 1999 NP42                | 14 luglio 1999    | LINEAR                 |
| 91413 -             | 1999 NN49                | 13 luglio 1999    | LINEAR                 |
| 91414 -             | 1999 ND54                | 12 luglio 1999    | LINEAR                 |
| 91415 -             | 1999 NH54                | 12 luglio 1999    | LINEAR                 |
| 91416 -             | 1999 NH55                | 12 luglio 1999    | LINEAR                 |
| 91417 -             | 1999 NU55                | 12 luglio 1999    | LINEAR                 |
| 91418 -             | 1999 NY56                | 12 luglio 1999    | LINEAR                 |
| 91419 -             | 1999 NP59                | 13 luglio 1999    | LINEAR                 |
| 91420 -             | 1999 NK60                | 13 luglio 1999    | LINEAR                 |
| 91421 -             | 1999 NA65                | 14 luglio 1999    | LINEAR                 |
| 91422 Giraudon      | 1999 OH                  | 16 luglio 1999    | Pises                  |
| 91423 -             | 1999 OT4                 | 16 luglio 1999    | LINEAR                 |
| 91424 -             | 1999 PT1                 | 10 agosto 1999    | J. Nomen               |
| 91425 -             | 1999 PM2                 | 7 agosto 1999     | Spacewatch             |
| 91426 -             | 1999 PE4                 | 13 agosto 1999    | J. Broughton           |
| 91427 -             | 1999 PB5                 | 14 agosto 1999    | P. Kušnirák, P. Pravec |
| 91428 Cortesi       | 1999 QT1                 | 20 agosto 1999    | S. Sposetti            |
| 91429 Michelebianda | 1999 QO2                 | 30 agosto 1999    | S. Sposetti            |
| 91430 -             | 1999 RL                  | 4 settembre 1999  | P. G. Comba            |
| 91431 -             | 1999 RQ                  | 3 settembre 1999  | L. Šarounová           |
| 91432 -             | 1999 RF1                 | 4 settembre 1999  | P. G. Comba            |
| 91433 -             | 1999 RL2                 | 4 settembre 1999  | CSS                    |
| 91434 -             | 1999 RY3                 | 4 settembre 1999  | CSS                    |
| 91435 -             | 1999 RX6                 | 3 settembre 1999  | Spacewatch             |
| 91436 -             | 1999 RY6                 | 3 settembre 1999  | Spacewatch             |
| 91437 -             | 1999 RB9                 | 4 settembre 1999  | Spacewatch             |
| 91438 -             | 1999 RA12                | 7 settembre 1999  | LINEAR                 |
| 91439 -             | 1999 RD12                | 7 settembre 1999  | LINEAR                 |
| 91440 -             | 1999 RK12                | 7 settembre 1999  | LINEAR                 |
| 91441 -             | 1999 RU14                | 7 settembre 1999  | LINEAR                 |
| 91442 -             | 1999 RD17                | 7 settembre 1999  | LINEAR                 |
| 91443 -             | 1999 RH17                | 7 settembre 1999  | LINEAR                 |
| 91444 -             | 1999 RS17                | 7 settembre 1999  | LINEAR                 |
| 91445 -             | 1999 RC19                | 7 settembre 1999  | LINEAR                 |
| 91446 -             | 1999 RD19                | 7 settembre 1999  | LINEAR                 |
| 91447 -             | 1999 RH19                | 7 settembre 1999  | LINEAR                 |
| 91448 -             | 1999 RY21                | 7 settembre 1999  | LINEAR                 |
| 91449 -             | 1999 RQ24                | 7 settembre 1999  | LINEAR                 |
| 91450 -             | 1999 RV24                | 7 settembre 1999  | LINEAR                 |
| 91451 -             | 1999 RG38                | 13 settembre 1999 | K. Korlević            |
| 91452 -             | 1999 RL43                | 14 settembre 1999 | P. Kušnirák, P. Pravec |
| 91453 -             | 1999 RA49                | 7 settembre 1999  | LINEAR                 |
| 91454 -             | 1999 RK49                | 7 settembre 1999  | LINEAR                 |
| 91455 -             | 1999 RV49                | 7 settembre 1999  | LINEAR                 |
| 91456 -             | 1999 RK58                | 7 settembre 1999  | LINEAR                 |
| 91457 -             | 1999 RL65                | 7 settembre 1999  | LINEAR                 |
| 91458 -             | 1999 RX66                | 7 settembre 1999  | LINEAR                 |
| 91459 -             | 1999 RE69                | 7 settembre 1999  | LINEAR                 |
| 91460 -             | 1999 RK71                | 7 settembre 1999  | LINEAR                 |
| 91461 -             | 1999 RQ71                | 7 settembre 1999  | LINEAR                 |
| 91462 -             | 1999 RL72                | 7 settembre 1999  | LINEAR                 |
| 91463 -             | 1999 RZ75                | 7 settembre 1999  | LINEAR                 |
| 91464 -             | 1999 RZ77                | 7 settembre 1999  | LINEAR                 |
| 91465 -             | 1999 RE80                | 7 settembre 1999  | LINEAR                 |
| 91466 -             | 1999 RU81                | 7 settembre 1999  | LINEAR                 |
| 91467 -             | 1999 RQ83                | 7 settembre 1999  | LINEAR                 |
| 91468 -             | 1999 RH87                | 7 settembre 1999  | LINEAR                 |
| 91469 -             | 1999 RW87                | 7 settembre 1999  | LINEAR                 |
| 91470 -             | 1999 RX87                | 7 settembre 1999  | LINEAR                 |
| 91471 -             | 1999 RJ89                | 7 settembre 1999  | LINEAR                 |
| 91472 -             | 1999 RY91                | 7 settembre 1999  | LINEAR                 |
| 91473 -             | 1999 RJ95                | 7 settembre 1999  | LINEAR                 |
| 91474 -             | 1999 RO95                | 7 settembre 1999  | LINEAR                 |
| 91475 -             | 1999 RH96                | 7 settembre 1999  | LINEAR                 |
| 91476 -             | 1999 RA97                | 7 settembre 1999  | LINEAR                 |
| 91477 -             | 1999 RJ97                | 7 settembre 1999  | LINEAR                 |
| 91478 -             | 1999 RO99                | 8 settembre 1999  | LINEAR                 |
| 91479 -             | 1999 RL107               | 8 settembre 1999  | LINEAR                 |
| 91480 -             | 1999 RP107               | 8 settembre 1999  | LINEAR                 |
| 91481 -             | 1999 RV108               | 8 settembre 1999  | LINEAR                 |
| 91482 -             | 1999 RP110               | 8 settembre 1999  | LINEAR                 |
| 91483 -             | 1999 RS110               | 8 settembre 1999  | LINEAR                 |
| 91484 -             | 1999 RL112               | 9 settembre 1999  | LINEAR                 |
| 91485 -             | 1999 RF115               | 9 settembre 1999  | LINEAR                 |
| 91486 -             | 1999 RS117               | 9 settembre 1999  | LINEAR                 |
| 91487 -             | 1999 RT117               | 9 settembre 1999  | LINEAR                 |
| 91488 -             | 1999 RL119               | 9 settembre 1999  | LINEAR                 |
| 91489 -             | 1999 RL121               | 9 settembre 1999  | LINEAR                 |
| 91490 -             | 1999 RX123               | 9 settembre 1999  | LINEAR                 |
| 91491 -             | 1999 RA124               | 9 settembre 1999  | LINEAR                 |
| 91492 -             | 1999 RY132               | 9 settembre 1999  | LINEAR                 |
| 91493 -             | 1999 RE134               | 9 settembre 1999  | LINEAR                 |
| 91494 -             | 1999 RS135               | 9 settembre 1999  | LINEAR                 |
| 91495 -             | 1999 RZ138               | 9 settembre 1999  | LINEAR                 |
| 91496 -             | 1999 RT141               | 9 settembre 1999  | LINEAR                 |
| 91497 -             | 1999 RF142               | 9 settembre 1999  | LINEAR                 |
| 91498 -             | 1999 RG142               | 9 settembre 1999  | LINEAR                 |
| 91499 -             | 1999 RX144               | 9 settembre 1999  | LINEAR                 |
| 91500 -             | 1999 RA147               | 9 settembre 1999  | LINEAR                 |

## 91501-91600
| Nome             | Designazione provvisoria | Data di scoperta  | Scopritore                              |
| ---------------- | ------------------------ | ----------------- | --------------------------------------- |
| 91501 -          | 1999 RW147               | 9 settembre 1999  | LINEAR                                  |
| 91502 -          | 1999 RP150               | 9 settembre 1999  | LINEAR                                  |
| 91503 -          | 1999 RR150               | 9 settembre 1999  | LINEAR                                  |
| 91504 -          | 1999 RZ153               | 9 settembre 1999  | LINEAR                                  |
| 91505 -          | 1999 RA158               | 9 settembre 1999  | LINEAR                                  |
| 91506 -          | 1999 RC160               | 9 settembre 1999  | LINEAR                                  |
| 91507 -          | 1999 RM160               | 9 settembre 1999  | LINEAR                                  |
| 91508 -          | 1999 RZ160               | 9 settembre 1999  | LINEAR                                  |
| 91509 -          | 1999 RY161               | 9 settembre 1999  | LINEAR                                  |
| 91510 -          | 1999 RA162               | 9 settembre 1999  | LINEAR                                  |
| 91511 -          | 1999 RJ163               | 9 settembre 1999  | LINEAR                                  |
| 91512 -          | 1999 RL165               | 9 settembre 1999  | LINEAR                                  |
| 91513 -          | 1999 RG166               | 9 settembre 1999  | LINEAR                                  |
| 91514 -          | 1999 RJ166               | 9 settembre 1999  | LINEAR                                  |
| 91515 -          | 1999 RR169               | 9 settembre 1999  | LINEAR                                  |
| 91516 -          | 1999 RD174               | 9 settembre 1999  | LINEAR                                  |
| 91517 -          | 1999 RO175               | 9 settembre 1999  | LINEAR                                  |
| 91518 -          | 1999 RJ177               | 9 settembre 1999  | LINEAR                                  |
| 91519 -          | 1999 RT180               | 9 settembre 1999  | LINEAR                                  |
| 91520 -          | 1999 RK183               | 9 settembre 1999  | LINEAR                                  |
| 91521 -          | 1999 RY183               | 9 settembre 1999  | LINEAR                                  |
| 91522 -          | 1999 RJ185               | 9 settembre 1999  | LINEAR                                  |
| 91523 -          | 1999 RM185               | 9 settembre 1999  | LINEAR                                  |
| 91524 -          | 1999 RN187               | 9 settembre 1999  | LINEAR                                  |
| 91525 -          | 1999 RA189               | 9 settembre 1999  | LINEAR                                  |
| 91526 -          | 1999 RF189               | 9 settembre 1999  | LINEAR                                  |
| 91527 -          | 1999 RT189               | 9 settembre 1999  | LINEAR                                  |
| 91528 -          | 1999 RV191               | 11 settembre 1999 | LINEAR                                  |
| 91529 -          | 1999 RL193               | 13 settembre 1999 | G. Hug, G. Bell                         |
| 91530 -          | 1999 RG194               | 7 settembre 1999  | LINEAR                                  |
| 91531 -          | 1999 RH195               | 8 settembre 1999  | LINEAR                                  |
| 91532 -          | 1999 RC196               | 8 settembre 1999  | LINEAR                                  |
| 91533 -          | 1999 RY199               | 8 settembre 1999  | LINEAR                                  |
| 91534 -          | 1999 RC200               | 8 settembre 1999  | LINEAR                                  |
| 91535 -          | 1999 RD200               | 8 settembre 1999  | LINEAR                                  |
| 91536 -          | 1999 RK201               | 8 settembre 1999  | LINEAR                                  |
| 91537 -          | 1999 RG203               | 8 settembre 1999  | LINEAR                                  |
| 91538 -          | 1999 RA204               | 8 settembre 1999  | LINEAR                                  |
| 91539 -          | 1999 RP204               | 8 settembre 1999  | LINEAR                                  |
| 91540 -          | 1999 RH205               | 8 settembre 1999  | LINEAR                                  |
| 91541 -          | 1999 RG206               | 8 settembre 1999  | LINEAR                                  |
| 91542 -          | 1999 RC207               | 8 settembre 1999  | LINEAR                                  |
| 91543 -          | 1999 RJ207               | 8 settembre 1999  | LINEAR                                  |
| 91544 -          | 1999 RM207               | 8 settembre 1999  | LINEAR                                  |
| 91545 -          | 1999 RT209               | 8 settembre 1999  | LINEAR                                  |
| 91546 -          | 1999 RV209               | 8 settembre 1999  | LINEAR                                  |
| 91547 -          | 1999 RZ209               | 8 settembre 1999  | LINEAR                                  |
| 91548 -          | 1999 RN210               | 8 settembre 1999  | LINEAR                                  |
| 91549 -          | 1999 RU210               | 8 settembre 1999  | LINEAR                                  |
| 91550 -          | 1999 RW210               | 8 settembre 1999  | LINEAR                                  |
| 91551 -          | 1999 RA212               | 8 settembre 1999  | LINEAR                                  |
| 91552 -          | 1999 RG213               | 8 settembre 1999  | W. Bickel                               |
| 91553 Claudedoom | 1999 RD214               | 8 settembre 1999  | T. Pauwels                              |
| 91554 -          | 1999 RZ215               | 8 settembre 1999  | J. X. Luu, C. A. Trujillo, D. C. Jewitt |
| 91555 -          | 1999 RE219               | 5 settembre 1999  | Spacewatch                              |
| 91556 -          | 1999 RT220               | 5 settembre 1999  | CSS                                     |
| 91557 -          | 1999 RW222               | 7 settembre 1999  | CSS                                     |
| 91558 -          | 1999 RL226               | 4 settembre 1999  | CSS                                     |
| 91559 -          | 1999 RM226               | 4 settembre 1999  | Spacewatch                              |
| 91560 -          | 1999 RW226               | 5 settembre 1999  | CSS                                     |
| 91561 -          | 1999 RK230               | 8 settembre 1999  | CSS                                     |
| 91562 -          | 1999 RM231               | 9 settembre 1999  | LONEOS                                  |
| 91563 -          | 1999 RJ235               | 8 settembre 1999  | CSS                                     |
| 91564 -          | 1999 RN235               | 8 settembre 1999  | LINEAR                                  |
| 91565 -          | 1999 RK237               | 8 settembre 1999  | CSS                                     |
| 91566 -          | 1999 RQ237               | 8 settembre 1999  | CSS                                     |
| 91567 -          | 1999 RU239               | 8 settembre 1999  | LONEOS                                  |
| 91568 -          | 1999 RD241               | 11 settembre 1999 | LONEOS                                  |
| 91569 -          | 1999 RX248               | 7 settembre 1999  | LINEAR                                  |
| 91570 -          | 1999 RN249               | 8 settembre 1999  | LINEAR                                  |
| 91571 -          | 1999 RZ252               | 8 settembre 1999  | LINEAR                                  |
| 91572 -          | 1999 RF253               | 8 settembre 1999  | LINEAR                                  |
| 91573 -          | 1999 SN2                 | 16 settembre 1999 | T. Pauwels, S. I. Ipatov                |
| 91574 -          | 1999 SV2                 | 22 settembre 1999 | L. Šarounová                            |
| 91575 -          | 1999 SS6                 | 30 settembre 1999 | LINEAR                                  |
| 91576 -          | 1999 SL7                 | 29 settembre 1999 | LINEAR                                  |
| 91577 -          | 1999 SU8                 | 29 settembre 1999 | LINEAR                                  |
| 91578 -          | 1999 SK14                | 30 settembre 1999 | CSS                                     |
| 91579 -          | 1999 SQ15                | 30 settembre 1999 | CSS                                     |
| 91580 -          | 1999 SS15                | 30 settembre 1999 | CSS                                     |
| 91581 -          | 1999 SW15                | 30 settembre 1999 | CSS                                     |
| 91582 -          | 1999 SF19                | 30 settembre 1999 | LINEAR                                  |
| 91583 -          | 1999 SK20                | 30 settembre 1999 | LINEAR                                  |
| 91584 -          | 1999 SQ20                | 30 settembre 1999 | LINEAR                                  |
| 91585 -          | 1999 SR20                | 30 settembre 1999 | LINEAR                                  |
| 91586 -          | 1999 SS23                | 30 settembre 1999 | Spacewatch                              |
| 91587 -          | 1999 SD24                | 29 settembre 1999 | CSS                                     |
| 91588 -          | 1999 TJ                  | 2 ottobre 1999    | P. G. Comba                             |
| 91589 -          | 1999 TF1                 | 1 ottobre 1999    | K. Korlević                             |
| 91590 -          | 1999 TA3                 | 3 ottobre 1999    | C. W. Juels                             |
| 91591 -          | 1999 TJ3                 | 4 ottobre 1999    | P. G. Comba                             |
| 91592 -          | 1999 TU3                 | 2 ottobre 1999    | L. Šarounová                            |
| 91593 -          | 1999 TF7                 | 6 ottobre 1999    | K. Korlević, M. Jurić                   |
| 91594 -          | 1999 TN8                 | 6 ottobre 1999    | K. Korlević, M. Jurić                   |
| 91595 -          | 1999 TZ9                 | 9 ottobre 1999    | P. G. Comba                             |
| 91596 -          | 1999 TF11                | 9 ottobre 1999    | C. W. Juels                             |
| 91597 -          | 1999 TB13                | 10 ottobre 1999   | T. Kobayashi                            |
| 91598 -          | 1999 TK13                | 11 ottobre 1999   | R. Linderholm                           |
| 91599 -          | 1999 TQ13                | 10 ottobre 1999   | Črni Vrh                                |
| 91600 -          | 1999 TN16                | 13 ottobre 1999   | P. Pravec, P. Kušnirák                  |

## 91601-91700
| Nome                 | Designazione provvisoria | Data di scoperta | Scopritore                       |
| -------------------- | ------------------------ | ---------------- | -------------------------------- |
| 91601 -              | 1999 TA17                | 10 ottobre 1999  | K. Korlević                      |
| 91602 -              | 1999 TM17                | 13 ottobre 1999  | A. Galád, P. Kolény              |
| 91603 -              | 1999 TA19                | 15 ottobre 1999  | K. Korlević                      |
| 91604 Clausmadsen    | 1999 TN19                | 14 ottobre 1999  | T. Pauwels, H. M. J. Boffin      |
| 91605 -              | 1999 TC20                | 15 ottobre 1999  | BAO Schmidt CCD Asteroid Program |
| 91606 -              | 1999 TE20                | 15 ottobre 1999  | BAO Schmidt CCD Asteroid Program |
| 91607 Delaboudinière | 1999 TP20                | 5 ottobre 1999   | R. A. Tucker                     |
| 91608 -              | 1999 TW21                | 3 ottobre 1999   | Spacewatch                       |
| 91609 -              | 1999 TX21                | 3 ottobre 1999   | Spacewatch                       |
| 91610 -              | 1999 TP26                | 3 ottobre 1999   | LINEAR                           |
| 91611 -              | 1999 TN27                | 3 ottobre 1999   | LINEAR                           |
| 91612 -              | 1999 TJ30                | 4 ottobre 1999   | LINEAR                           |
| 91613 -              | 1999 TO31                | 4 ottobre 1999   | LINEAR                           |
| 91614 -              | 1999 TF32                | 4 ottobre 1999   | LINEAR                           |
| 91615 -              | 1999 TZ32                | 4 ottobre 1999   | LINEAR                           |
| 91616 -              | 1999 TR33                | 4 ottobre 1999   | LINEAR                           |
| 91617 -              | 1999 TW36                | 15 ottobre 1999  | LONEOS                           |
| 91618 -              | 1999 TB38                | 1 ottobre 1999   | CSS                              |
| 91619 -              | 1999 TJ38                | 1 ottobre 1999   | CSS                              |
| 91620 -              | 1999 TA39                | 3 ottobre 1999   | CSS                              |
| 91621 -              | 1999 TK39                | 3 ottobre 1999   | CSS                              |
| 91622 -              | 1999 TJ40                | 5 ottobre 1999   | CSS                              |
| 91623 -              | 1999 TL41                | 2 ottobre 1999   | Spacewatch                       |
| 91624 -              | 1999 TP44                | 3 ottobre 1999   | Spacewatch                       |
| 91625 -              | 1999 TS53                | 6 ottobre 1999   | Spacewatch                       |
| 91626 -              | 1999 TJ55                | 6 ottobre 1999   | Spacewatch                       |
| 91627 -              | 1999 TW55                | 6 ottobre 1999   | Spacewatch                       |
| 91628 -              | 1999 TC58                | 6 ottobre 1999   | Spacewatch                       |
| 91629 -              | 1999 TR58                | 6 ottobre 1999   | Spacewatch                       |
| 91630 -              | 1999 TQ59                | 7 ottobre 1999   | Spacewatch                       |
| 91631 -              | 1999 TF65                | 8 ottobre 1999   | Spacewatch                       |
| 91632 -              | 1999 TB68                | 8 ottobre 1999   | Spacewatch                       |
| 91633 -              | 1999 TM71                | 9 ottobre 1999   | Spacewatch                       |
| 91634 -              | 1999 TJ75                | 10 ottobre 1999  | Spacewatch                       |
| 91635 -              | 1999 TH79                | 11 ottobre 1999  | Spacewatch                       |
| 91636 -              | 1999 TY79                | 11 ottobre 1999  | Spacewatch                       |
| 91637 -              | 1999 TJ81                | 12 ottobre 1999  | Spacewatch                       |
| 91638 -              | 1999 TQ82                | 12 ottobre 1999  | Spacewatch                       |
| 91639 -              | 1999 TE85                | 14 ottobre 1999  | Spacewatch                       |
| 91640 -              | 1999 TA87                | 15 ottobre 1999  | Spacewatch                       |
| 91641 -              | 1999 TS90                | 2 ottobre 1999   | LINEAR                           |
| 91642 -              | 1999 TE91                | 2 ottobre 1999   | LINEAR                           |
| 91643 -              | 1999 TX91                | 2 ottobre 1999   | LINEAR                           |
| 91644 -              | 1999 TP92                | 2 ottobre 1999   | LINEAR                           |
| 91645 -              | 1999 TE93                | 2 ottobre 1999   | LINEAR                           |
| 91646 -              | 1999 TB95                | 2 ottobre 1999   | LINEAR                           |
| 91647 -              | 1999 TG96                | 2 ottobre 1999   | LINEAR                           |
| 91648 -              | 1999 TE97                | 2 ottobre 1999   | LINEAR                           |
| 91649 -              | 1999 TE99                | 2 ottobre 1999   | LINEAR                           |
| 91650 -              | 1999 TR100               | 2 ottobre 1999   | LINEAR                           |
| 91651 -              | 1999 TU100               | 2 ottobre 1999   | LINEAR                           |
| 91652 -              | 1999 TZ100               | 2 ottobre 1999   | LINEAR                           |
| 91653 -              | 1999 TG101               | 2 ottobre 1999   | LINEAR                           |
| 91654 -              | 1999 TJ101               | 2 ottobre 1999   | LINEAR                           |
| 91655 -              | 1999 TJ103               | 3 ottobre 1999   | LINEAR                           |
| 91656 -              | 1999 TS103               | 3 ottobre 1999   | LINEAR                           |
| 91657 -              | 1999 TN104               | 3 ottobre 1999   | LINEAR                           |
| 91658 -              | 1999 TX104               | 3 ottobre 1999   | LINEAR                           |
| 91659 -              | 1999 TP105               | 3 ottobre 1999   | LINEAR                           |
| 91660 -              | 1999 TY105               | 3 ottobre 1999   | LINEAR                           |
| 91661 -              | 1999 TG106               | 4 ottobre 1999   | LINEAR                           |
| 91662 -              | 1999 TL106               | 4 ottobre 1999   | LINEAR                           |
| 91663 -              | 1999 TO107               | 4 ottobre 1999   | LINEAR                           |
| 91664 -              | 1999 TP107               | 4 ottobre 1999   | LINEAR                           |
| 91665 -              | 1999 TC109               | 4 ottobre 1999   | LINEAR                           |
| 91666 -              | 1999 TF111               | 4 ottobre 1999   | LINEAR                           |
| 91667 -              | 1999 TU111               | 4 ottobre 1999   | LINEAR                           |
| 91668 -              | 1999 TD112               | 4 ottobre 1999   | LINEAR                           |
| 91669 -              | 1999 TL112               | 4 ottobre 1999   | LINEAR                           |
| 91670 -              | 1999 TM112               | 4 ottobre 1999   | LINEAR                           |
| 91671 -              | 1999 TL114               | 4 ottobre 1999   | LINEAR                           |
| 91672 -              | 1999 TV114               | 4 ottobre 1999   | LINEAR                           |
| 91673 -              | 1999 TY114               | 4 ottobre 1999   | LINEAR                           |
| 91674 -              | 1999 TZ114               | 4 ottobre 1999   | LINEAR                           |
| 91675 -              | 1999 TA115               | 4 ottobre 1999   | LINEAR                           |
| 91676 -              | 1999 TM115               | 4 ottobre 1999   | LINEAR                           |
| 91677 -              | 1999 TU115               | 4 ottobre 1999   | LINEAR                           |
| 91678 -              | 1999 TB117               | 4 ottobre 1999   | LINEAR                           |
| 91679 -              | 1999 TM119               | 4 ottobre 1999   | LINEAR                           |
| 91680 -              | 1999 TX119               | 4 ottobre 1999   | LINEAR                           |
| 91681 -              | 1999 TF120               | 4 ottobre 1999   | LINEAR                           |
| 91682 -              | 1999 TV123               | 4 ottobre 1999   | LINEAR                           |
| 91683 -              | 1999 TZ123               | 4 ottobre 1999   | LINEAR                           |
| 91684 -              | 1999 TN126               | 4 ottobre 1999   | LINEAR                           |
| 91685 -              | 1999 TT126               | 4 ottobre 1999   | LINEAR                           |
| 91686 -              | 1999 TU126               | 4 ottobre 1999   | LINEAR                           |
| 91687 -              | 1999 TA127               | 4 ottobre 1999   | LINEAR                           |
| 91688 -              | 1999 TH127               | 4 ottobre 1999   | LINEAR                           |
| 91689 -              | 1999 TJ127               | 4 ottobre 1999   | LINEAR                           |
| 91690 -              | 1999 TV127               | 15 ottobre 1999  | LINEAR                           |
| 91691 -              | 1999 TG129               | 6 ottobre 1999   | LINEAR                           |
| 91692 -              | 1999 TZ129               | 6 ottobre 1999   | LINEAR                           |
| 91693 -              | 1999 TN130               | 6 ottobre 1999   | LINEAR                           |
| 91694 -              | 1999 TH132               | 6 ottobre 1999   | LINEAR                           |
| 91695 -              | 1999 TL136               | 6 ottobre 1999   | LINEAR                           |
| 91696 -              | 1999 TO136               | 6 ottobre 1999   | LINEAR                           |
| 91697 -              | 1999 TO137               | 6 ottobre 1999   | LINEAR                           |
| 91698 -              | 1999 TK138               | 6 ottobre 1999   | LINEAR                           |
| 91699 -              | 1999 TU138               | 6 ottobre 1999   | LINEAR                           |
| 91700 -              | 1999 TY139               | 6 ottobre 1999   | LINEAR                           |

## 91701-91800
| Nome    | Designazione provvisoria | Data di scoperta | Scopritore |
| ------- | ------------------------ | ---------------- | ---------- |
| 91701 - | 1999 TS142               | 7 ottobre 1999   | LINEAR     |
| 91702 - | 1999 TX142               | 7 ottobre 1999   | LINEAR     |
| 91703 - | 1999 TS143               | 7 ottobre 1999   | LINEAR     |
| 91704 - | 1999 TQ145               | 7 ottobre 1999   | LINEAR     |
| 91705 - | 1999 TR145               | 7 ottobre 1999   | LINEAR     |
| 91706 - | 1999 TV145               | 7 ottobre 1999   | LINEAR     |
| 91707 - | 1999 TH146               | 7 ottobre 1999   | LINEAR     |
| 91708 - | 1999 TF147               | 7 ottobre 1999   | LINEAR     |
| 91709 - | 1999 TG148               | 7 ottobre 1999   | LINEAR     |
| 91710 - | 1999 TZ149               | 7 ottobre 1999   | LINEAR     |
| 91711 - | 1999 TP150               | 7 ottobre 1999   | LINEAR     |
| 91712 - | 1999 TW150               | 7 ottobre 1999   | LINEAR     |
| 91713 - | 1999 TD152               | 7 ottobre 1999   | LINEAR     |
| 91714 - | 1999 TW153               | 7 ottobre 1999   | LINEAR     |
| 91715 - | 1999 TA154               | 7 ottobre 1999   | LINEAR     |
| 91716 - | 1999 TG154               | 7 ottobre 1999   | LINEAR     |
| 91717 - | 1999 TL155               | 7 ottobre 1999   | LINEAR     |
| 91718 - | 1999 TX155               | 7 ottobre 1999   | LINEAR     |
| 91719 - | 1999 TD156               | 7 ottobre 1999   | LINEAR     |
| 91720 - | 1999 TJ156               | 7 ottobre 1999   | LINEAR     |
| 91721 - | 1999 TQ157               | 9 ottobre 1999   | LINEAR     |
| 91722 - | 1999 TW157               | 9 ottobre 1999   | LINEAR     |
| 91723 - | 1999 TD158               | 7 ottobre 1999   | LINEAR     |
| 91724 - | 1999 TK158               | 7 ottobre 1999   | LINEAR     |
| 91725 - | 1999 TM158               | 8 ottobre 1999   | LINEAR     |
| 91726 - | 1999 TE159               | 9 ottobre 1999   | LINEAR     |
| 91727 - | 1999 TH162               | 9 ottobre 1999   | LINEAR     |
| 91728 - | 1999 TM162               | 9 ottobre 1999   | LINEAR     |
| 91729 - | 1999 TG163               | 9 ottobre 1999   | LINEAR     |
| 91730 - | 1999 TP163               | 9 ottobre 1999   | LINEAR     |
| 91731 - | 1999 TJ164               | 10 ottobre 1999  | LINEAR     |
| 91732 - | 1999 TK164               | 10 ottobre 1999  | LINEAR     |
| 91733 - | 1999 TO164               | 10 ottobre 1999  | LINEAR     |
| 91734 - | 1999 TM166               | 10 ottobre 1999  | LINEAR     |
| 91735 - | 1999 TM171               | 10 ottobre 1999  | LINEAR     |
| 91736 - | 1999 TN172               | 10 ottobre 1999  | LINEAR     |
| 91737 - | 1999 TW172               | 10 ottobre 1999  | LINEAR     |
| 91738 - | 1999 TE174               | 10 ottobre 1999  | LINEAR     |
| 91739 - | 1999 TA175               | 10 ottobre 1999  | LINEAR     |
| 91740 - | 1999 TX177               | 10 ottobre 1999  | LINEAR     |
| 91741 - | 1999 TL178               | 10 ottobre 1999  | LINEAR     |
| 91742 - | 1999 TE179               | 10 ottobre 1999  | LINEAR     |
| 91743 - | 1999 TA180               | 10 ottobre 1999  | LINEAR     |
| 91744 - | 1999 TD183               | 11 ottobre 1999  | LINEAR     |
| 91745 - | 1999 TF184               | 12 ottobre 1999  | LINEAR     |
| 91746 - | 1999 TL185               | 12 ottobre 1999  | LINEAR     |
| 91747 - | 1999 TT185               | 12 ottobre 1999  | LINEAR     |
| 91748 - | 1999 TA186               | 12 ottobre 1999  | LINEAR     |
| 91749 - | 1999 TV186               | 12 ottobre 1999  | LINEAR     |
| 91750 - | 1999 TR187               | 12 ottobre 1999  | LINEAR     |
| 91751 - | 1999 TX188               | 12 ottobre 1999  | LINEAR     |
| 91752 - | 1999 TB189               | 12 ottobre 1999  | LINEAR     |
| 91753 - | 1999 TN189               | 12 ottobre 1999  | LINEAR     |
| 91754 - | 1999 TO189               | 12 ottobre 1999  | LINEAR     |
| 91755 - | 1999 TQ189               | 12 ottobre 1999  | LINEAR     |
| 91756 - | 1999 TT189               | 12 ottobre 1999  | LINEAR     |
| 91757 - | 1999 TN190               | 12 ottobre 1999  | LINEAR     |
| 91758 - | 1999 TR190               | 12 ottobre 1999  | LINEAR     |
| 91759 - | 1999 TU191               | 12 ottobre 1999  | LINEAR     |
| 91760 - | 1999 TX191               | 12 ottobre 1999  | LINEAR     |
| 91761 - | 1999 TZ191               | 12 ottobre 1999  | LINEAR     |
| 91762 - | 1999 TH192               | 12 ottobre 1999  | LINEAR     |
| 91763 - | 1999 TN192               | 12 ottobre 1999  | LINEAR     |
| 91764 - | 1999 TV193               | 12 ottobre 1999  | LINEAR     |
| 91765 - | 1999 TE194               | 12 ottobre 1999  | LINEAR     |
| 91766 - | 1999 TK194               | 12 ottobre 1999  | LINEAR     |
| 91767 - | 1999 TH196               | 12 ottobre 1999  | LINEAR     |
| 91768 - | 1999 TQ196               | 12 ottobre 1999  | LINEAR     |
| 91769 - | 1999 TS198               | 12 ottobre 1999  | LINEAR     |
| 91770 - | 1999 TE200               | 12 ottobre 1999  | LINEAR     |
| 91771 - | 1999 TW202               | 13 ottobre 1999  | LINEAR     |
| 91772 - | 1999 TD203               | 13 ottobre 1999  | LINEAR     |
| 91773 - | 1999 TL203               | 13 ottobre 1999  | LINEAR     |
| 91774 - | 1999 TT203               | 13 ottobre 1999  | LINEAR     |
| 91775 - | 1999 TH206               | 13 ottobre 1999  | LINEAR     |
| 91776 - | 1999 TJ206               | 13 ottobre 1999  | LINEAR     |
| 91777 - | 1999 TM206               | 13 ottobre 1999  | LINEAR     |
| 91778 - | 1999 TG208               | 14 ottobre 1999  | LINEAR     |
| 91779 - | 1999 TL208               | 14 ottobre 1999  | LINEAR     |
| 91780 - | 1999 TH211               | 15 ottobre 1999  | LINEAR     |
| 91781 - | 1999 TR212               | 15 ottobre 1999  | LINEAR     |
| 91782 - | 1999 TO214               | 15 ottobre 1999  | LINEAR     |
| 91783 - | 1999 TQ216               | 15 ottobre 1999  | LINEAR     |
| 91784 - | 1999 TV216               | 15 ottobre 1999  | LINEAR     |
| 91785 - | 1999 TU217               | 15 ottobre 1999  | LINEAR     |
| 91786 - | 1999 TB219               | 12 ottobre 1999  | LINEAR     |
| 91787 - | 1999 TZ219               | 1 ottobre 1999   | CSS        |
| 91788 - | 1999 TG221               | 2 ottobre 1999   | CSS        |
| 91789 - | 1999 TH221               | 2 ottobre 1999   | LINEAR     |
| 91790 - | 1999 TF222               | 2 ottobre 1999   | LONEOS     |
| 91791 - | 1999 TD223               | 3 ottobre 1999   | CSS        |
| 91792 - | 1999 TM223               | 2 ottobre 1999   | LINEAR     |
| 91793 - | 1999 TR227               | 1 ottobre 1999   | CSS        |
| 91794 - | 1999 TG228               | 12 ottobre 1999  | LINEAR     |
| 91795 - | 1999 TP228               | 2 ottobre 1999   | LINEAR     |
| 91796 - | 1999 TE230               | 3 ottobre 1999   | LONEOS     |
| 91797 - | 1999 TF233               | 3 ottobre 1999   | LINEAR     |
| 91798 - | 1999 TT233               | 3 ottobre 1999   | LINEAR     |
| 91799 - | 1999 TE234               | 3 ottobre 1999   | LINEAR     |
| 91800 - | 1999 TK234               | 3 ottobre 1999   | LINEAR     |

## 91801-91900
| Nome                 | Designazione provvisoria | Data di scoperta | Scopritore                       |
| -------------------- | ------------------------ | ---------------- | -------------------------------- |
| 91801 -              | 1999 TC235               | 3 ottobre 1999   | CSS                              |
| 91802 -              | 1999 TH235               | 3 ottobre 1999   | CSS                              |
| 91803 -              | 1999 TZ235               | 3 ottobre 1999   | CSS                              |
| 91804 -              | 1999 TX237               | 4 ottobre 1999   | Spacewatch                       |
| 91805 -              | 1999 TB241               | 4 ottobre 1999   | CSS                              |
| 91806 -              | 1999 TJ244               | 7 ottobre 1999   | CSS                              |
| 91807 -              | 1999 TU245               | 7 ottobre 1999   | CSS                              |
| 91808 -              | 1999 TH247               | 8 ottobre 1999   | CSS                              |
| 91809 -              | 1999 TG248               | 8 ottobre 1999   | CSS                              |
| 91810 -              | 1999 TQ249               | 9 ottobre 1999   | CSS                              |
| 91811 -              | 1999 TL252               | 8 ottobre 1999   | LINEAR                           |
| 91812 -              | 1999 TQ252               | 9 ottobre 1999   | LINEAR                           |
| 91813 -              | 1999 TL254               | 8 ottobre 1999   | LINEAR                           |
| 91814 -              | 1999 TV261               | 13 ottobre 1999  | LINEAR                           |
| 91815 -              | 1999 TO265               | 3 ottobre 1999   | LINEAR                           |
| 91816 -              | 1999 TA267               | 3 ottobre 1999   | LINEAR                           |
| 91817 -              | 1999 TG267               | 3 ottobre 1999   | LINEAR                           |
| 91818 -              | 1999 TU267               | 3 ottobre 1999   | LINEAR                           |
| 91819 -              | 1999 TB268               | 3 ottobre 1999   | LINEAR                           |
| 91820 -              | 1999 TT268               | 3 ottobre 1999   | LINEAR                           |
| 91821 -              | 1999 TN277               | 6 ottobre 1999   | LINEAR                           |
| 91822 -              | 1999 TU277               | 6 ottobre 1999   | LINEAR                           |
| 91823 -              | 1999 TJ280               | 7 ottobre 1999   | LINEAR                           |
| 91824 -              | 1999 TU280               | 8 ottobre 1999   | LINEAR                           |
| 91825 -              | 1999 TM281               | 8 ottobre 1999   | LINEAR                           |
| 91826 -              | 1999 TP281               | 8 ottobre 1999   | LINEAR                           |
| 91827 -              | 1999 TK282               | 9 ottobre 1999   | LINEAR                           |
| 91828 -              | 1999 TU282               | 9 ottobre 1999   | LINEAR                           |
| 91829 -              | 1999 TE284               | 9 ottobre 1999   | LINEAR                           |
| 91830 -              | 1999 TF297               | 2 ottobre 1999   | CSS                              |
| 91831 -              | 1999 TX298               | 2 ottobre 1999   | Spacewatch                       |
| 91832 -              | 1999 TS300               | 3 ottobre 1999   | CSS                              |
| 91833 -              | 1999 TW304               | 6 ottobre 1999   | LINEAR                           |
| 91834 -              | 1999 TU308               | 6 ottobre 1999   | Spacewatch                       |
| 91835 -              | 1999 TV310               | 4 ottobre 1999   | Spacewatch                       |
| 91836 -              | 1999 TA311               | 5 ottobre 1999   | CSS                              |
| 91837 -              | 1999 TB311               | 5 ottobre 1999   | CSS                              |
| 91838 -              | 1999 TF314               | 8 ottobre 1999   | LINEAR                           |
| 91839 -              | 1999 TX314               | 8 ottobre 1999   | CSS                              |
| 91840 -              | 1999 TZ318               | 12 ottobre 1999  | Spacewatch                       |
| 91841 -              | 1999 TA321               | 10 ottobre 1999  | LINEAR                           |
| 91842 -              | 1999 TP322               | 2 ottobre 1999   | LINEAR                           |
| 91843 -              | 1999 UF1                 | 16 ottobre 1999  | K. Korlević                      |
| 91844 -              | 1999 UR2                 | 19 ottobre 1999  | P. Kušnirák, P. Pravec           |
| 91845 -              | 1999 UT2                 | 19 ottobre 1999  | P. Kušnirák, P. Pravec           |
| 91846 -              | 1999 UY3                 | 31 ottobre 1999  | P. G. Comba                      |
| 91847 -              | 1999 UW5                 | 29 ottobre 1999  | CSS                              |
| 91848 -              | 1999 UG6                 | 28 ottobre 1999  | BAO Schmidt CCD Asteroid Program |
| 91849 -              | 1999 UK6                 | 28 ottobre 1999  | BAO Schmidt CCD Asteroid Program |
| 91850 -              | 1999 UN7                 | 31 ottobre 1999  | L. Šarounová                     |
| 91851 -              | 1999 UA8                 | 29 ottobre 1999  | CSS                              |
| 91852 -              | 1999 UD8                 | 29 ottobre 1999  | CSS                              |
| 91853 -              | 1999 UK8                 | 29 ottobre 1999  | CSS                              |
| 91854 -              | 1999 UA9                 | 29 ottobre 1999  | CSS                              |
| 91855 -              | 1999 UD11                | 31 ottobre 1999  | LINEAR                           |
| 91856 -              | 1999 UB13                | 29 ottobre 1999  | CSS                              |
| 91857 -              | 1999 UR13                | 29 ottobre 1999  | CSS                              |
| 91858 -              | 1999 US16                | 29 ottobre 1999  | CSS                              |
| 91859 -              | 1999 UX17                | 30 ottobre 1999  | Spacewatch                       |
| 91860 -              | 1999 UL18                | 30 ottobre 1999  | Spacewatch                       |
| 91861 -              | 1999 UT18                | 30 ottobre 1999  | Spacewatch                       |
| 91862 -              | 1999 US20                | 31 ottobre 1999  | Spacewatch                       |
| 91863 -              | 1999 UV23                | 28 ottobre 1999  | CSS                              |
| 91864 -              | 1999 UW24                | 28 ottobre 1999  | CSS                              |
| 91865 -              | 1999 UD25                | 28 ottobre 1999  | CSS                              |
| 91866 -              | 1999 UD27                | 30 ottobre 1999  | Spacewatch                       |
| 91867 -              | 1999 UC30                | 31 ottobre 1999  | Spacewatch                       |
| 91868 -              | 1999 UF36                | 16 ottobre 1999  | Spacewatch                       |
| 91869 Ellenjozoff    | 1999 UU38                | 29 ottobre 1999  | LONEOS                           |
| 91870 Malcolmjozoff  | 1999 UA39                | 29 ottobre 1999  | LONEOS                           |
| 91871 -              | 1999 UT39                | 31 ottobre 1999  | Spacewatch                       |
| 91872 -              | 1999 UL41                | 18 ottobre 1999  | Spacewatch                       |
| 91873 -              | 1999 UM42                | 28 ottobre 1999  | CSS                              |
| 91874 -              | 1999 UW43                | 29 ottobre 1999  | CSS                              |
| 91875 -              | 1999 UF44                | 29 ottobre 1999  | CSS                              |
| 91876 -              | 1999 UO44                | 30 ottobre 1999  | LONEOS                           |
| 91877 -              | 1999 UK45                | 31 ottobre 1999  | CSS                              |
| 91878 -              | 1999 UV45                | 31 ottobre 1999  | CSS                              |
| 91879 -              | 1999 UZ45                | 31 ottobre 1999  | CSS                              |
| 91880 -              | 1999 UC46                | 31 ottobre 1999  | CSS                              |
| 91881 -              | 1999 UR46                | 31 ottobre 1999  | LONEOS                           |
| 91882 -              | 1999 UT48                | 31 ottobre 1999  | CSS                              |
| 91883 -              | 1999 UG49                | 31 ottobre 1999  | CSS                              |
| 91884 -              | 1999 UH49                | 31 ottobre 1999  | CSS                              |
| 91885 -              | 1999 UK49                | 31 ottobre 1999  | CSS                              |
| 91886 -              | 1999 UB50                | 30 ottobre 1999  | CSS                              |
| 91887 -              | 1999 UZ50                | 30 ottobre 1999  | Spacewatch                       |
| 91888 Tomskilling    | 1999 UA51                | 31 ottobre 1999  | CSS                              |
| 91889 -              | 1999 UQ59                | 31 ottobre 1999  | CSS                              |
| 91890 Kiriko Matsuri | 1999 VD2                 | 4 novembre 1999  | A. Tsuchikawa                    |
| 91891 -              | 1999 VJ2                 | 5 novembre 1999  | T. Kobayashi                     |
| 91892 -              | 1999 VB3                 | 1 novembre 1999  | Spacewatch                       |
| 91893 -              | 1999 VP4                 | 1 novembre 1999  | CSS                              |
| 91894 -              | 1999 VH5                 | 6 novembre 1999  | D. K. Chesney                    |
| 91895 -              | 1999 VV5                 | 5 novembre 1999  | T. Kobayashi                     |
| 91896 -              | 1999 VY9                 | 9 novembre 1999  | C. W. Juels                      |
| 91897 -              | 1999 VB10                | 9 novembre 1999  | C. W. Juels                      |
| 91898 Margnetti      | 1999 VB11                | 8 novembre 1999  | S. Sposetti                      |
| 91899 -              | 1999 VT11                | 7 novembre 1999  | J. Broughton                     |
| 91900 -              | 1999 VV11                | 5 novembre 1999  | L. Tesi, M. Tombelli             |

## 91901-92000
| Nome        | Designazione provvisoria | Data di scoperta | Scopritore      |
| ----------- | ------------------------ | ---------------- | --------------- |
| 91901 -     | 1999 VB15                | 2 novembre 1999  | Spacewatch      |
| 91902 -     | 1999 VU17                | 2 novembre 1999  | Spacewatch      |
| 91903 -     | 1999 VA19                | 10 novembre 1999 | G. Bell, G. Hug |
| 91904 -     | 1999 VW19                | 7 novembre 1999  | J. Broughton    |
| 91905 -     | 1999 VB20                | 10 novembre 1999 | K. Korlević     |
| 91906 -     | 1999 VE24                | 15 novembre 1999 | T. Stafford     |
| 91907 Shiho | 1999 VA26                | 13 novembre 1999 | A. Nakamura     |
| 91908 -     | 1999 VK27                | 3 novembre 1999  | CSS             |
| 91909 -     | 1999 VZ28                | 3 novembre 1999  | LINEAR          |
| 91910 -     | 1999 VD29                | 3 novembre 1999  | LINEAR          |
| 91911 -     | 1999 VQ29                | 3 novembre 1999  | LINEAR          |
| 91912 -     | 1999 VC30                | 3 novembre 1999  | LINEAR          |
| 91913 -     | 1999 VD30                | 3 novembre 1999  | LINEAR          |
| 91914 -     | 1999 VD31                | 3 novembre 1999  | LINEAR          |
| 91915 -     | 1999 VF31                | 3 novembre 1999  | LINEAR          |
| 91916 -     | 1999 VL31                | 3 novembre 1999  | LINEAR          |
| 91917 -     | 1999 VT31                | 3 novembre 1999  | LINEAR          |
| 91918 -     | 1999 VS32                | 3 novembre 1999  | LINEAR          |
| 91919 -     | 1999 VE33                | 3 novembre 1999  | LINEAR          |
| 91920 -     | 1999 VF33                | 3 novembre 1999  | LINEAR          |
| 91921 -     | 1999 VN33                | 3 novembre 1999  | LINEAR          |
| 91922 -     | 1999 VP37                | 3 novembre 1999  | LINEAR          |
| 91923 -     | 1999 VE38                | 10 novembre 1999 | LINEAR          |
| 91924 -     | 1999 VL38                | 10 novembre 1999 | LINEAR          |
| 91925 -     | 1999 VM38                | 10 novembre 1999 | LINEAR          |
| 91926 -     | 1999 VN38                | 10 novembre 1999 | LINEAR          |
| 91927 -     | 1999 VA39                | 10 novembre 1999 | LINEAR          |
| 91928 -     | 1999 VY47                | 3 novembre 1999  | LINEAR          |
| 91929 -     | 1999 VO48                | 3 novembre 1999  | LINEAR          |
| 91930 -     | 1999 VT48                | 3 novembre 1999  | LINEAR          |
| 91931 -     | 1999 VK52                | 3 novembre 1999  | LINEAR          |
| 91932 -     | 1999 VT53                | 4 novembre 1999  | LINEAR          |
| 91933 -     | 1999 VB54                | 4 novembre 1999  | LINEAR          |
| 91934 -     | 1999 VM54                | 4 novembre 1999  | LINEAR          |
| 91935 -     | 1999 VE55                | 4 novembre 1999  | LINEAR          |
| 91936 -     | 1999 VC57                | 4 novembre 1999  | LINEAR          |
| 91937 -     | 1999 VQ58                | 4 novembre 1999  | LINEAR          |
| 91938 -     | 1999 VB60                | 4 novembre 1999  | LINEAR          |
| 91939 -     | 1999 VY60                | 4 novembre 1999  | LINEAR          |
| 91940 -     | 1999 VZ60                | 4 novembre 1999  | LINEAR          |
| 91941 -     | 1999 VR63                | 4 novembre 1999  | LINEAR          |
| 91942 -     | 1999 VV63                | 4 novembre 1999  | LINEAR          |
| 91943 -     | 1999 VA64                | 4 novembre 1999  | LINEAR          |
| 91944 -     | 1999 VO64                | 4 novembre 1999  | LINEAR          |
| 91945 -     | 1999 VU64                | 4 novembre 1999  | LINEAR          |
| 91946 -     | 1999 VM65                | 4 novembre 1999  | LINEAR          |
| 91947 -     | 1999 VT65                | 4 novembre 1999  | LINEAR          |
| 91948 -     | 1999 VV67                | 4 novembre 1999  | LINEAR          |
| 91949 -     | 1999 VY67                | 4 novembre 1999  | LINEAR          |
| 91950 -     | 1999 VN68                | 4 novembre 1999  | LINEAR          |
| 91951 -     | 1999 VS68                | 4 novembre 1999  | LINEAR          |
| 91952 -     | 1999 VV70                | 4 novembre 1999  | LINEAR          |
| 91953 -     | 1999 VS71                | 4 novembre 1999  | LINEAR          |
| 91954 -     | 1999 VV76                | 5 novembre 1999  | Spacewatch      |
| 91955 -     | 1999 VK77                | 3 novembre 1999  | LINEAR          |
| 91956 -     | 1999 VN77                | 3 novembre 1999  | LINEAR          |
| 91957 -     | 1999 VO78                | 4 novembre 1999  | LINEAR          |
| 91958 -     | 1999 VM79                | 4 novembre 1999  | LINEAR          |
| 91959 -     | 1999 VR79                | 4 novembre 1999  | LINEAR          |
| 91960 -     | 1999 VA80                | 4 novembre 1999  | LINEAR          |
| 91961 -     | 1999 VH80                | 4 novembre 1999  | LINEAR          |
| 91962 -     | 1999 VR85                | 4 novembre 1999  | LINEAR          |
| 91963 -     | 1999 VB86                | 4 novembre 1999  | LINEAR          |
| 91964 -     | 1999 VS88                | 4 novembre 1999  | LINEAR          |
| 91965 -     | 1999 VM89                | 5 novembre 1999  | LINEAR          |
| 91966 -     | 1999 VP91                | 5 novembre 1999  | LINEAR          |
| 91967 -     | 1999 VZ91                | 9 novembre 1999  | LINEAR          |
| 91968 -     | 1999 VA92                | 9 novembre 1999  | LINEAR          |
| 91969 -     | 1999 VC92                | 9 novembre 1999  | LINEAR          |
| 91970 -     | 1999 VK92                | 9 novembre 1999  | LINEAR          |
| 91971 -     | 1999 VO92                | 9 novembre 1999  | LINEAR          |
| 91972 -     | 1999 VW92                | 9 novembre 1999  | LINEAR          |
| 91973 -     | 1999 VL93                | 9 novembre 1999  | LINEAR          |
| 91974 -     | 1999 VG94                | 9 novembre 1999  | LINEAR          |
| 91975 -     | 1999 VN94                | 9 novembre 1999  | LINEAR          |
| 91976 -     | 1999 VD96                | 9 novembre 1999  | LINEAR          |
| 91977 -     | 1999 VH96                | 9 novembre 1999  | LINEAR          |
| 91978 -     | 1999 VV96                | 9 novembre 1999  | LINEAR          |
| 91979 -     | 1999 VU97                | 9 novembre 1999  | LINEAR          |
| 91980 -     | 1999 VD98                | 9 novembre 1999  | LINEAR          |
| 91981 -     | 1999 VB99                | 9 novembre 1999  | LINEAR          |
| 91982 -     | 1999 VC102               | 9 novembre 1999  | LINEAR          |
| 91983 -     | 1999 VY103               | 9 novembre 1999  | LINEAR          |
| 91984 -     | 1999 VE106               | 9 novembre 1999  | LINEAR          |
| 91985 -     | 1999 VO113               | 4 novembre 1999  | CSS             |
| 91986 -     | 1999 VD114               | 9 novembre 1999  | CSS             |
| 91987 -     | 1999 VF114               | 9 novembre 1999  | CSS             |
| 91988 -     | 1999 VL114               | 9 novembre 1999  | CSS             |
| 91989 -     | 1999 VO114               | 9 novembre 1999  | CSS             |
| 91990 -     | 1999 VO115               | 4 novembre 1999  | Spacewatch      |
| 91991 -     | 1999 VH116               | 4 novembre 1999  | Spacewatch      |
| 91992 -     | 1999 VD120               | 4 novembre 1999  | Spacewatch      |
| 91993 -     | 1999 VP122               | 5 novembre 1999  | Spacewatch      |
| 91994 -     | 1999 VF124               | 6 novembre 1999  | Spacewatch      |
| 91995 -     | 1999 VC133               | 10 novembre 1999 | Spacewatch      |
| 91996 -     | 1999 VG133               | 10 novembre 1999 | Spacewatch      |
| 91997 -     | 1999 VQ135               | 8 novembre 1999  | LINEAR          |
| 91998 -     | 1999 VE137               | 12 novembre 1999 | LINEAR          |
| 91999 -     | 1999 VL139               | 10 novembre 1999 | Spacewatch      |
| 92000 -     | 1999 VN144               | 11 novembre 1999 | CSS             |